# Agustín Valido
Agustín Valido (Buenos Aires, 31 de janeiro de 1914 - 23 de fevereiro de 1998) foi um ex-futebolista argentino. Defendeu o Flamengo por 141 jogos com 91 vitórias, 24 empates e 26 derrotas; 44 gols, sendo o mais importante aquele na final do Campeonato Carioca de 1944 que garantiu o primeiro Tricampeonato ao Flamengo. O jogador era pura simpatia e afirmou que o Flamengo foi a maior emoção de sua vida. Em 2020, em um ranking elaborado por especialistas dos jornais O Globo e Extra, figurou na 27ª posição entre os maiores ídolos de futebol da história do Clube de Regatas do Flamengo, sendo um dos 4 estrangeiros da lista. 
Antes de vir para o Flamengo e se tornar ídolo, Valido jogou pelo Boca Juniors. 

Mas sua história é bastante curiosa. Em 1944, já aposentado, ele foi à Gávea para disputar uma pelada com operários da sua gráfica. Ao vê-lo atuar, o técnico Flávio Costa o convidou para voltar ao time para a reta final do Campeonato Carioca daquele ano. Relutante, Valido aceitou convite e voltou aos gramados marcando presença na goleada de 6x1 contra o Fluminense. No jogo seguinte, a decisão contra o Vasco da Gama, Valido, apesar de atuar com 39 graus de febre, marcou o gol da vitória rubro-negra por 1x0 aos 41 minutos do segundo tempo, garantindo para o Flamengo o Tricampeonato Carioca de 42-43-44.

Valido começou sua carreira no Boca Juniors, onde foi campeão nacional em 1934. Posteriormente jogou pelo Lanús até 1937, ano em que atuou pelo Combinado Becar-Varella em excursão pelo Rio de Janeiro, jogando inclusive contra o Flamengo. Nessa excursão Valido chamou a atenção dos dirigentes do rubro-negro que acabaram por trazê-lo para a Gávea, onde permaneceu até o encerramento de sua carreira em 1943.

## Títulos
Flamengo
- Campeonato Carioca: 1939, 1942, 1943, 1944
- Torneio Relâmpago do Rio de Janeiro:1943
- Taça da Paz:1937

Boca Juniors
- Campeonato Argentino:1934